# Brachymeles bonitae
Espèce
Synonymes
- Brachymeles burksi Taylor, 1917

Statut de conservation UICN

 LC  : Préoccupation mineure
Brachymeles bonitae est une espèce de sauriens de la famille des Scincidae.

## Répartition
Cette espèce est endémique des Philippines. Elle se rencontre dans les îles de Camiguin, de Tablas, de Sibuyan, de Polillo, de Mindoro, de Luçon, de Masbate, de Marinduque, de Calotcot et de Lubang.

## Publication originale
- Duméril & Bibron, 1839 : Erpétologie Générale ou Histoire Naturelle Complète des Reptiles. vol. 5, Roret/Fain et Thunot, Paris, p. 1-871 (texte intégral).